# Who's Last
Who's Last — другий концертний альбом британського рок-гурту The Who, записаний 1982 року, під час «прощального туру» колективу, та випущений 1 грудня 1984 року.

## Список композицій
Автор музики і слів Піт Таунсенд, якщо не вказано інше. 
| Перша сторона | Перша сторона      | Перша сторона |
| #             | Назва              | Тривалість    |
| ------------- | ------------------ | ------------- |
| 1.            | «My Generation»    | 3:23          |
| 2.            | «I Can't Explain»  | 2:35          |
| 3.            | «Substitute»       | 2:57          |
| 4.            | «Behind Blue Eyes» | 3:40          |
| 5.            | «Baba O'Riley»     | 5:37          |

| Друга сторона | Друга сторона                     | Друга сторона |
| #             | Назва                             | Тривалість    |
| ------------- | --------------------------------- | ------------- |
| 6.            | «Boris the Spider» (Джон Ентвісл) | 2:41          |
| 7.            | «Who Are You»                     | 6:35          |
| 8.            | «Pinball Wizard»                  | 2:52          |
| 9.            | «See Me, Feel Me»                 | 4:41          |

| Третя сторона | Третя сторона            | Третя сторона |
| #             | Назва                    | Тривалість    |
| ------------- | ------------------------ | ------------- |
| 10.           | «Love, Reign o'er Me»    | 5:13          |
| 11.           | «Long Live Rock»         | 3:34          |
| 12.           | «Reprise»                | 1:38          |
| 13.           | «Won't Get Fooled Again» | 11:21         |

| Четверта сторона | Четверта сторона                                  | Четверта сторона |
| #                | Назва                                             | Тривалість       |
| ---------------- | ------------------------------------------------- | ---------------- |
| 14.              | «Doctor Jimmy»                                    | 4:56             |
| 15.              | «Magic Bus»                                       | 6:54             |
| 16.              | «Summertime Blues» (Едді Кокран, Джеррі Кепехарт) | 3:07             |
| 17.              | «Twist and Shout» (Філ Медлі, Берт Рассел)        | 3:59             |

## Склад
- Роджер Долтрі — вокал
- Джон Ентвістл — бас гітара, бек-вокал;
- Кенні Джонс — ударні
- Піт Таунсенд — гітара, синтезатори, фортепіано